# Sklárna

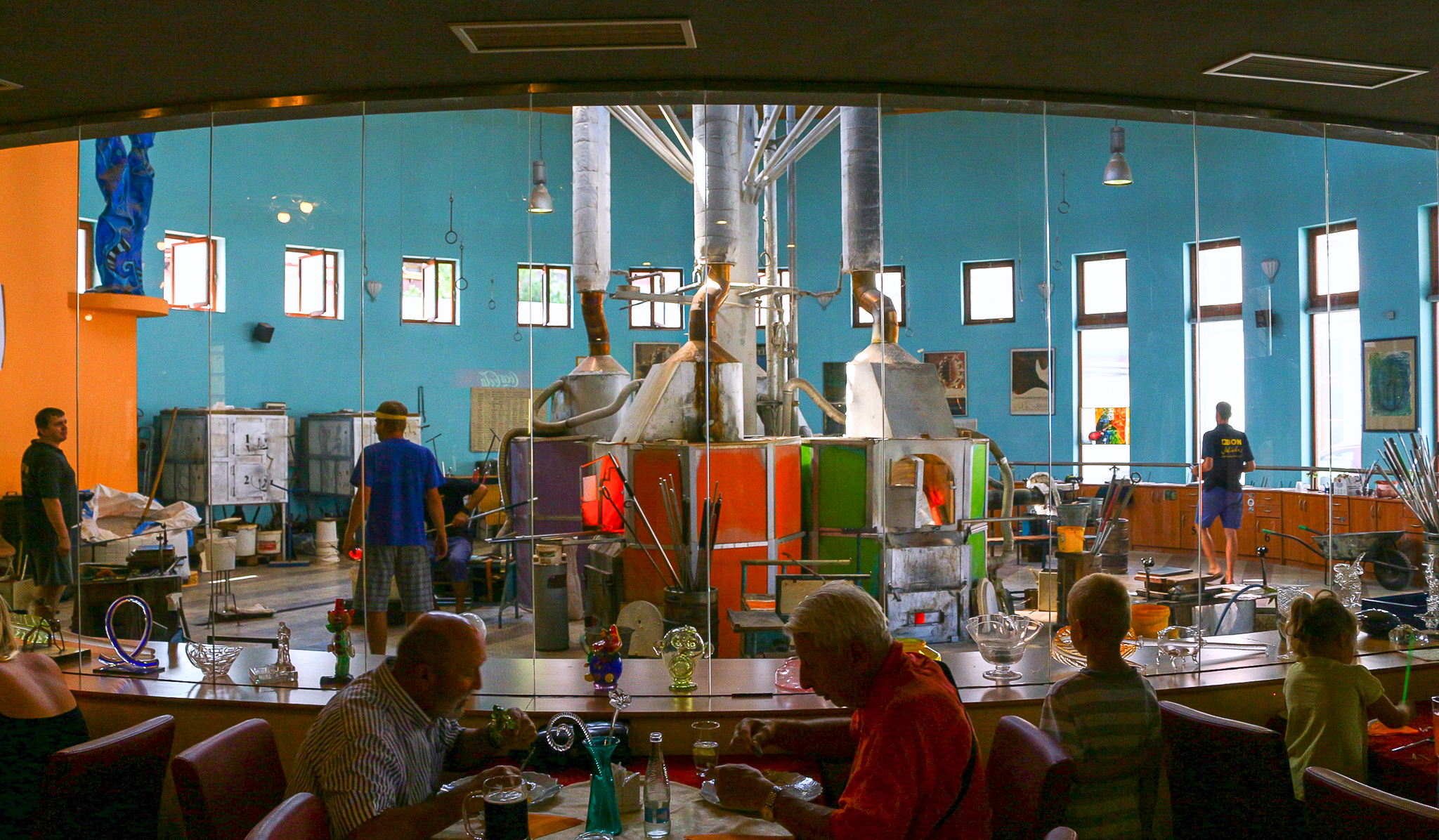
Sklářská výroba Art Glass Museum v Novém Boru

Sklárna je výrobna, kde se uskutečňuje ruční nebo průmyslová výroba skla.

## Technologie
Základním technickým vybavením každé sklárny je zásoba a stálý přísun surovin (tj. dřevo a písek), tavicí zařízení (sklářská pec), chladicí zařízení a pomocná technika (vybavení kmenárny, agregát na temperování pánví aj.). Podstata výroby skla ve sklárnách je po tisíciletí stejná. Ve sklářské peci dojde k roztavení surovin a příměsí na sklářský kmen, který je v rozžhavené formě následně zpracován a uložen do chladicí pece, kde dochází k pozvolnému vychlazení vyrobeného skla. Sklářské pece byly v historii kupolové stavby z cihel vymazaných hlínou, se zařízením dvojího typu. Podle něj se nazývaly buď a) pánvové pece, kde dochází k roztavení sklářského kmene uvnitř pece v samostatné nádobě, které se říká pánev, nebo b) vanové pece, kde dochází ke kontinuální výrobě skla.
Z ostatních pomocných zařízení jmenujme kmenárnu, kde se připravuje sklářský kmen. Sklářský kmen je směs surovin, které se používají pro výrobu skla. Nejdůležitějšími surovinami jsou křemenný písek, soda (potaš), vápenec a dále pak přísady, které pomáhají dotvářet výsledné vlastnosti skla – barvu, tvrdost, zpracovatelnost apod.
Historicky byly sklárny situovány do míst, kde byl snadný přístup k surovinám. Kromě surovin pro přípravu sklářského kmene to byla dále bezprostřední blízkost energetických surovin. K těm historicky patřilo zejména dřevo, které se používalo nejen pro ohřívání pecí, ale i pro výrobu potaše. Za tímto účelem byla běžnou součástí skláren tzv. flusárna, kde se potaš neboli flus vyráběl. Výroba potaše byla technologicky poměrně jednoduchá, ale náročná na čas a především na množství dřeva. Potaš byl důležitou součástí sklářského kmene, která podporovala proces tavby.
Staré sklárny těžily písky ve svém okolí, a to buď povrchově, nebo často z řek, kde se sbíraly říční oblázky, křemenec nebo pískovec. Sklárny pak samy suroviny zpracovávaly a čistily. Ještě kolem roku 1850 měla každá česká sklárna drtírnu křemene a stoupy (zpravidla 3 až 20). Teprve od 2. poloviny 19. století začíná docházet k dovozu kvalitnějších písku z lokalit vzdálenějších sklárnám. V současné době se sklářské písky v Čechách těží a upravují pouze ve třech lokalitách – Střeleč u Jičína, Provodín a Srní u České Lípy.

## Sklárny v českých zemích

### Historie
V českých zemích jsou doloženy nejstarší sklárny ve 2. polovině 13. století v horských oblastech Krušných hor, Jizerských hor, Krkonoš a Šumavy. Středověkou sklářskou huť tvořila hliněná sklářská pec, krytá dřevěným přístřeškem a několik jednoduchých domků, sloužících k ukládání surovin, k výrobě a k ubytování sklářů. Sklárna byla umístěná zpravidla na potoce u lesa, často jako dočasné zařízení, někdy pouze sezónní, činné od jara do podzimu. Příčinou časového limitu výroby byla spotřeba okolního dřeva. Po vymýcení okolního lesa byla huť přemístěna na jiné místo. K "usídlení" hutí docházelo v souvislosti s rozmachem sklářské výroby, ale také možností dopravy. Větší pece již nebylo ekonomicky výhodné stavět znovu na jiném místě. Hutě se tak od 16. století stávaly živými hospodářskými jednotkami. Ze 16. století máme z Čech doloženou existenci více než 100 skláren a přes 20 skláren pracovalo na Moravě.[zdroj?]
K velkému rozvoji sklářství a s ním i sklářských hutí dochází po třicetileté válce. České sklo se tehdy vyváželo do celé Evropy. Mnohé z tehdejších skláren pracují dodnes. V roce 1792 bylo v Čechách doloženo 79 sklářských hutí s 1423 pracovníky. V roce 1798 pak 64 hutí. Útlum sklářských hutí pak přišel s napoleonskými válkami a blokádami trhu. K opětovnému rozvoji došlo až od 30. let 19. století, kdy se začal počet domácích podniků opět zvyšovat. Roku 1844 bylo v Čechách 85 sklářských hutí a 73 rafinačních podniků, které zaměstnávaly celkem okolo 30 tisíc lidí. V 70. letech 19. století bylo v Čechách 80 sklářských hutí a jejich počet se do konce 19. století zvýšil na 90.
Útlum sklářství znamenala první světová válka. S jejím příchodem zanikly především malé sklářské hutě a hutě, kde byly sklářské pece vytápěny nerentabilním dřevem. Již od druhé poloviny 19. století došlo k rozvoji vytápění pecí generátorovým plynem vyráběným z uhlí, což zvýhodňovalo zejména sklárny v severních Čechách. Proces industrializace vedl také k centralizaci a postupné specializaci výroby. Rozvíjela se tak zejména oblast Teplicka, zatímco dříve tradiční sklářství na Šumavě upadalo. Poslední ranou menším podnikům byla Velká hospodářská krize.
Po druhé světové válce byla v roce 1945 většina větších skláren v Československu znárodněna. Vznikají národní podniky, které sdružují několik skláren najednou. V lednu 1946 vzniklo v Praze Generální ředitelství Československých závodů sklářských, pod které byly národní podniky začleněny. Kromě změny vlastnické struktury se sklárny potýkaly i s částečným nedostatkem kvalitní pracovní síly způsobené odsunem německých sklářů. V roce 1948 došlo k velkému poklesu odbytu, což vedlo ke zřízení centrální obchodní organizace zabývající se vývozem – Skloexportu. Znárodnění a centralizace skláren byly završeny pak počátkem padesátých let 20. století.
60. léta 20. století znamenala pro mnohé sklárny modernizaci. Začaly se zavádět zejména velkokapacitní vanové pece, základ plně automatizovaných linek. V 70. letech 20. století se uskutečnily zejména organizační změny ve výrobě. Celý organizačně-výrobní sklářský kolos se rozpadl s rokem roku 1989. Po roce 1989 byla menší část skláren vrácena v restituci původním vlastníkům a ostatní privatizovány. Společnost Skloexport zkrachovala, některé sklárny v průběhu krátké doby změnily majitele a některé byly nuceny zastavit výrobu pro nedostatek zakázek. Na evropský trh od konce 20. století začala dopadat levná asijská konkurence, která je jednou z hlavních příčin recese skláren v České republice. Dalšími důvody jsou stále velký podíl ruční práce, nedostatečné investice do automatizace výroby a nedostatečná konkurenceschopnost vzhledem ke sklárnám sousedních zemí, kam čeští skláři odcházeli (zvláště do Bavorska, například do Zwieselu).

### Současnost
V současnosti[kdy?] je v České republice činných několik skláren, a to Huť František Sázava, sklárna Annín, sklárna Chrapan Lenora, Sklárny Bohenmia Poděbrady, Desná, Polubný, Preciosa Jablonec nad Nisou, Kamenický Šenov, sklárny Moser Karlovy Vary, Karolinka, Harrachov – Nový Svět, huť Jakub Tasice, Železný Brod, atd.